# Акіньшин Михайло Васильович
Михайло Васильович Акіньшин  (нар. 18 лютого 1927, Ломов — пом. 22 липня 1982, Запоріжжя) — український ражянський живописець; член Спілки радянських художників України з 1968 року.

## Життєпис
Народився 18 лютого 1927 року в селі Ломові (тепер Курська область, Росія). У 1951 році закінчив навчання в Ташкентському художньому училищі імені Павла Бенькова. Навчався за спеціальністю в Сергія Редькіна і М. Жукова. З 1953 року жив у Запоріжжі, в будинку на вулиці 40-річчя Радянської України, № 88, квартира № 8. У 1962 році закінчив Київський художній інститут.
Помер у Запоріжжі 22 липня 1982 року.

## Творчість
Працював у галузі станкового живопису, головну увагу приділяючи пейзажному жанру. Серед робіт:
- «Осінь» (1965);
- «Парк» (1967);
- «Весняний день» (1968);
- «Міський пейзаж» (1968);
- «Великий Устюг»(1968, картон, олія; Запорізький обласний художній музей);
- «Вечір» (1970);
- «Морський порт» (1970);
- «Автовокзал» (1972);
- «Сонячний день» (1972);
- «Літо»(1972, картон, олія; Запорізький обласний художній музей);
- «Кирилівські рибалки» (1973);
- «Весняна річка Снов» (1974);
- «Ранок індустріальний» (1980, Запорізький обласний художній музей).

Брав участь у обласних, республіканських і всесоюзних художніх виставках з 1965 року. Персональна виставка відбулася у 1977 році. У 2012 році в Запорізькому обласному художньому музеї відбулася виставка живопису Михайла Акіньшина «Від Вознесенки до Самарканда», присвячена 85 — річчю від дня народження живописця.
Твори художника представлені в Запорізькому обласному художньому музеї, музейних та приватних колекціях в Україні, Росії, Узбекистані, Франції, Швейцарії, Великій Британії, США та Канаді.